# Giancarlo Baghetti
Giancarlo Baghetti (Milánó, 1934. december 25. – 1995. november 27.) olasz autóversenyző, volt Formula–1-es pilóta. Egy gazdag milánói gyárosiparos fia.

## Pályafutása
Baghetti nem kisebb bravúrt hajtott végre, ugyanis legelső versenyén győzni tudott. Amikor 1961-ben a Ferrari színeiben indult a francia nagydíj-on. Az 1950-es évek végén sportkocsikkal versenyzett. 1958-ban a Forma Junior vonzerejének köszönhetően átváltott az együlésesekre. Annyira sikeres volt, hogy 1961-ben felfigyelt rá a Ferrari. Először két olyan versenyen nyert, Nápolyban és Siracusában, amely nem tartozott a világbajnoki sorozathoz. Azután eljött a nap, amikor Baghetti visszaverte a Porschéval versenyző Dan Gurney valamennyi támadását. 1962-ben csak néhány versenyen indult a Ferrari-val. 1963-ban az olasz ATS csapat tagja volt, 1964-ben pedig egy Scuderia Centro Sud BRM-mel szállt harcba.

## Teljes Formula–1-es eredménysorozata
(Táblázat értelmezése)

(Félkövér: pole-pozícióból indult; dőlt: leggyorsabb kört futott) 

| Év   | Csapat                      | 1      | 2      | 3      | 4     | 5      | 6      | 7      | 8      | 9      | 10  | 11  | Helyezés | Pont |
| ---- | --------------------------- | ------ | ------ | ------ | ----- | ------ | ------ | ------ | ------ | ------ | --- | --- | -------- | ---- |
| 1961 | FISA                        | MON    | NED    | BEL    | FRA 1 |        |        |        |        |        |     |     | 9.       | 9    |
| 1961 | Scuderia Sant Ambroeus      |        |        |        |       | GBR Ki | GER    | ITA Ki | USA    |        |     |     | 9.       | 9    |
| 1962 | Scuderia Ferrari            | NED 4  | MON    | BEL Ki | FRA   | GBR    | GER 10 | ITA 5  | USA    | RSA    |     |     | 11.      | 5    |
| 1963 | Automobili Turismo e Sport  | MON    | BEL Ki | NED Ki | FRA   | GBR    | GER    | ITA 15 | USA Ki | MEX Ki | RSA |     | -        | 0    |
| 1964 | Scuderia Centro Sud         | MON Vi | NED 10 | BEL 8  | FRA   | GBR 12 | GER Ki | AUT 7  | ITA 8  | USA    | MEX |     | -        | 0    |
| 1965 | Brabham Racing Organisation | RSA    | MON    | BEL    | FRA   | GBR    | NED    | GER    | ITA Ki | USA    | MEX |     | -        | 0    |
| 1966 | Reg Parnell Racing Ltd      | MON    | BEL    | FRA    | GBR   | NED    | GER    | ITA -  | USA    | MEX    |     |     | -        | 0    |
| 1967 | Team Lotus                  | RSA    | MON    | NED    | BEL   | FRA    | GBR    | GER    | CAN    | ITA Ki | USA | MEX | -        | 0    |

## Fordítás
- Ez a szócikk részben vagy egészben  a   Giancarlo Baghetti című angol Wikipédia-szócikk fordításán alapul.  Az eredeti cikk szerkesztőit annak laptörténete sorolja fel. Ez a jelzés csupán a megfogalmazás eredetét és a szerzői jogokat jelzi, nem szolgál a cikkben szereplő információk forrásmegjelöléseként.